# Кодор
Кодор (рум. Codor) — село у повіті Клуж в Румунії. Входить до складу комуни Жикішу-де-Жос.
Село розташоване на відстані 347 км на північний захід від Бухареста, 42 км на північний схід від Клуж-Напоки.

## Населення
За даними перепису населення 2002 року у селі проживали 438 осіб, з них 437 осіб (99,8%) румунів. Рідною мовою 437 осіб (99,8%) назвали румунську.